# Phison Rupes
La Phison Rupes è una struttura geologica della superficie di Marte.